# Jean Charles Naber
Jean Charles Naber (Haarlem, 11 maart 1858 - Utrecht, 14 februari 1950) was een Nederlands rechtsgeleerde. Hij was als hoogleraar verbonden aan de Universiteit Utrecht en legde zich toe op het Romeins recht en diens geschiedenis.

## Biografie
Jean Charles Naber werd geboren op 11 maart 1858 te Haarlem. Zijn vader was de hoogleraar in de klassieke talen Samuel Adrianus Naber en zijn moeder was Anna Elizabeth L'Honoré. Hij doorliep eerst vier jaar van de hogere burgerschool en maakte in 1873 de overstap naar het Gymnasium. In 1875 werd hij ingeschreven als student in de letteren aan het Athenaeum Illustre in Amsterdam. In eerste instantie wilde hij zich toeleggen op de klassieke letteren maar stapte na aanvang over naar de rechten. Hij trachtte in de voetsporen van zijn vader te treden maar dit leverde een te grote belasting op. Nadat hij zijn rechtenstudie doorlopen had begon Naber zich bezig te houden met de geschiedenis van de Nederlandse staat. Dit leidde ertoe dat hij in 1882 promoveerde op het proefschrift De staatkunde van Johan de Witt. Hij was een van de eerste die kwantitatief-historische onderzoek verrichtte.
Na zijn wetenschappelijke promotie werkte hij enige tijd als docent geschiedenis. Ook was hij enige tijd repetitor voor het Romeinse recht te Amsterdam. Op 21 september 1885 werd hij aan de Universiteit Utrecht benoemd tot gewoon hoogleraar in het Romeinse recht en zijn geschiedenis. Hij aanvaardde het ambt met de rede De vormende kracht van het Romeinsche recht. Hij gaf zijn colleges tot 1911 in het Latijn. Ook publiceerde hij voornamelijk in het Latijn. Deze teksten waren echter lastig leesbaar omdat het taalgebruik weinig toegankelijk was wat een belemmering was in het verspreiden van zijn werk. De colleges van Naber waren wel goed te volgen. In 1911 probeerde hij de leerstoel burgerlijk recht te bemachtigen maar de leerstoel ging naar Johannes Philippus Suijling. Het mislopen van de leerstoel deed Naber groot verdriet. Hij voelde zich niet voor vol aangezien en geïsoleerd. Hierna is hij zijn colleges in het Nederlands gaan geven. Desondanks vervulde hij gedurende het collegejaar 1923 de functie van rector magnificus. In die hoedanigheid sprak hij de rede De iure et consuetudine uit. In 1927 trad hij één jaar voor zijn pensioen af als hoogleraar, omdat hij naar eigen zeggen niet voor een leeg klaslokaal wenste te staan. Hij ging ervan uit dat zijn studenten niet meer zouden komen omdat ze wisten dat hij met pensioen zou gaan.
De prestaties van Naber zijn in 1906 erkend met een lidmaatschap van de Koninklijke Nederlandse Akademie van Wetenschappen. Daarnaast ontving hij een tweetal eredoctoraten. In 1927 door de Universiteit van Parijs en in 1937 door de Universiteit van Athene.
Hij overleed op 1 februari 1950 in Utrecht.
Bekend is de anekdote over Naber waarin hij, in de periode waarin hij zijn colleges nog in het latijn gaf, last heeft van de laagstaande zon en zijn studenten verzoekt de gordijnen te sluiten. In het Latijn is dat ‘tibi auctor sum ut velum demittas’. Geen student die reageert, waarop Naber zijn verzoek herhaalt. Nu schrijven alle studenten de zin in hun collegedictaat, want als de professor de zin herhaalt moet die wel erg belangrijk zijn.

## Publicaties (selectie)
- De staatkunde van Johan de Witt. Utrecht 1882
- Calvinist of Libertijnsch? (1572-1631). Utrecht 1884
- De vormende kracht van het Romeinsche recht. Utrecht 1885
- Johan de Witt en zijne jongste geschiedschrijver. Amsterdam 1888
- Verzameling overdrukjes van tijdschriftartikelen, voorn. handelende over Romeinsch recht. 1888-1938
- De verhouding van het Romeinsche recht tot het hedendaagsche. Utrecht 1889
- Beginselen van grondboekwetgeving. Utrecht 1892
- Over de lex latina tabulae bantinae. 1909
- De jure et consuetudine. Utrecht 1923
- Opusculorum index discipulorum iussu factus. 1925
- De Brachylogi auctore coniectura. 1926